# Terra Mariana

Terra Mariana (latim medieval para "Terra de Maria") era o nome oficial para a Livônia Medieval ou Livônia Antiga. Foi formada no rescaldo da Cruzada da Livônia, e seus territórios eram compostos pela atual Estônia e Letônia. Foi estabelecido em 2 de fevereiro de 1207, como um principado do Sacro Império Romano-Germânico, e perdeu esse status em 1215, quando o Papa Inocêncio III o proclamou como diretamente sujeito à Santa Sé.
O legado papal Guilherme de Módena dividiu Terra Mariana em principados feudais: o Ducado da Estônia (dominum directum ao rei da Dinamarca); o Arcebispado de Riga; o Bispado da Curlândia; o Bispado de Dorpat; o Bispado de Ösel-Wiek; e territórios sob a administração militar dos Irmãos Livônios da Espada. Após a Batalha de Saule de 1236, os membros sobreviventes dos Irmãos fundiram-se em 1237 com a Ordem Teutônica da Prússia e tornaram-se conhecidos como a Ordem da Livônia. Em 1346, a Ordem da Livônia comprou o Ducado da Estônia da Dinamarca.
Ao longo da existência da Livônia medieval, houve uma luta constante pela supremacia, entre as terras governadas pela Igreja, a Ordem, a nobreza secular alemã e os cidadãos das cidades hanseáticas de Riga e Reval. Após sua derrota na Batalha de Grunwald em 1410, a Ordem Teutônica e o Estado da Ordem Teutônica entraram em declínio, mas a Ordem da Livônia conseguiu manter sua existência independente.
Em 1561, durante a Guerra da Livônia, Terra Mariana deixou de existir. Suas partes setentrionais foram cedidas à Suécia e formadas no Ducado da Estônia, seus territórios do sul tornaram-se parte do Grão-Ducado da Lituânia - e, portanto, eventualmente da República das Duas Nações - como o Ducado da Livônia e o Ducado da Curlândia e Semigália. A ilha de Saaremaa tornou-se parte da Dinamarca. Desde o início do século 20 Terra Mariana (estoniano: Maarjamaa) tem sido usado como um nome poético ou sobriquet para a Estônia. Em 1995, a Ordem da Cruz de Terra Mariana, uma condecoração de Estado, foi instituída para homenagear a independência da Estônia. Terra Mariana (em letão: Māras zeme) também é usada como um nome poético para a região de Latgale.